# Luangwa
Der im südlichen Afrika fließende Luangwa (portugiesisch: Rio Aruângua) ist ein 806 km langer, linker Nebenfluss des Sambesi in Sambia.

## Geografie

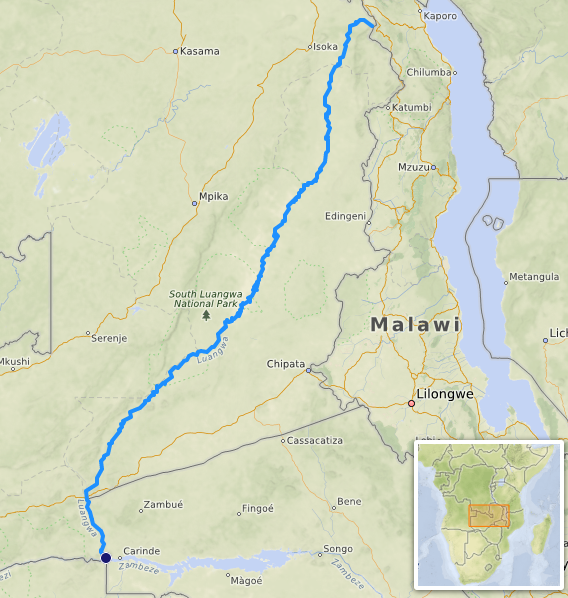
Die Lage des Luangwa

Der wasserreiche Fluss ist einer der größten Zuflüsse des Sambesi. Er entspringt in den hohen Grenzgebirgen von Sambia und Malawi, im Isoka Distrikt der Provinz Muchinga. Die Quellen liegen westlich des nördlichen Endes des Malawisees, den Mafinga Hills, den Ausläufern der Poroto-Berge und dem nördlichen Muchinga-Gebirge bei der Stadt Isoka. Er wendet sich aber von Malawisee ab, um in südwestlicher Richtung durch den Osten Sambias zu fließen. Der Fluss windet sich durch schwer zugängliches, kaum besiedeltes, Gebiet. Es sind die breiten und hochgelegenen Niederung des Nordluangwa-Nationalparks und des Luambe-Nationalparks weiter durch den Südluangwa-Nationalpark. Er und mündet am Dreiländereck Mosambik-Sambia-Simbabwe bei Zumbo in den Sambesi. Sein Einzugsgebiet wird mit einer Fläche von 148.000 bis 160.000 km² angegeben.
Der Luangwa bildet auf einem Großteil der Strecke die Grenze zwischen der Ostprovinz und der Provinz Muchinga, sowie der Zentralprovinz und der Provinz Lusaka. Mit seinem Unterlauf bildet er auf einer Länge von knapp 80 km die Grenze zwischen der Provinz Lusaka und der Provinz Tete in Mosambik.
Das Luangwatal ist über weite Strecken von hohen Felswänden umgeben, so dass es an den meisten Stellen in Ost-West-Richtung unpassierbar ist. Der Höhenunterschied zwischen Gipfeln und Talsohle beträgt besonders im nördlichen Teil des Flusslaufes bis zu tausend Metern.

## Hydrologie
Die Abflussmenge des Einzugsgebietes des Flusses wurde an der Mündung in m³/s gemessen.

## Abgrenzung
Bei Mporokoso gibt es einen weiteren Fluss in Sambia, der Luangwa heißt und wegen der Mumbulumafälle besucht wird.